# Knoten Eisenstadt
Het Knoten Eisenstadt is een snelwegknooppunt in de Oostenrijkse deelstaat Burgenland. Op dit knooppunt bij de stad Eisenstadt kruist de (S31) de (A3).

## Bouwvorm
Het knooppunt is een klaverturbineknooppunt.